# Богданов, Иван Антонович
 Богданов Иван Антонович  (1926—2004) — председатель исполнительного комитета Салаватского городского Совета (1972—1986), почётный гражданин города Салавата.

## Биография
Богданов Иван Антонович родился в 1926 г. в селе с. Мраково Кугарчинского района Башкортостана. Является ветераном Великой Отечественной войны — в 17 лет был призван в армию и принимал участие в боях против Японии.
В 1960 году после окончания Уфимской высшей партийной школы устроился на работу оператором нефтехимического комбината № 18 в городе Салавате. В 1965 году его назначают начальником цеха, а в 1967 году он избирается освобожденным секретарем первичной парторганизации завода нефтехимических производств комбината.
В 1971 году Иван Антонович назначается председателем народного контроля г. Салавата. С 1972 по 1986 годы работал председателем исполкома Салаватского городского Совета народных депутатов.
В 1987 году он был принят на работу в Салаватское пассажирское автотранспортное предприятие, где проработал 10 лет начальником штаба гражданской обороны.
Жена И. А. Богданова, Лидия Григорьевна до пенсии работала корректором в редакции газеты «Выбор». В семье выросли дочь и сын.
В 1998 году И. А. Богданову присвоено звание «Почётный гражданин города Салавата».
Скончался в 23.09.2004 года. Похоронен на Новом салаватском кладбище.

## Награды
«Город растет и строится, со всех сторон он опоясан лесами. Он стал городом без окраин. Въезжаешь в город с южной стороны — он появляется в степи неожиданно, словно сказочный мираж. Но мираж этот — явь, город-сказка, созданный руками наших строителей. С севера въедешь — аллеи тополей и берез, зеленые массивы. И опять как неожиданность — среди зелени высокие корпуса новых жилых домов… Нефть Ишимбая была тем животворным родником для Салавата, который обеспечил его создание. А сами салаватцы сейчас — это второй животворный родник всех начинаний и больших дел…».
Из статьи И.А. Богданова в книге «Люди. Годы. Нефть» Уфа, 1987 г.
За честный и добросовестный труд И. А. Богданов был отмечен правительственными наградами: орденами Отечественной войны II степени, Красного Знамени, «Знак Почёта», медалями «За доблестный труд в ознаменовании 100-летия со дня рождения В. И. Ленина», «За трудовую доблесть» и 8 других медалей.
Иван Антонович также награждён Почетными грамотами Президиума верховного Совета Башкирской АССР.

## Деятельность на посту главы администрации
Во время работы Богданова главой администрации Салавата в городе построили десять детских садов, восемь школ, Дворец пионеров, первые в городе девятиэтажные дома на проспекте Космонавтов.
Были построены новые промышленные предприятия: «Оптико-механический завод», «Кардан», строились новые объекты на комбинате. Именно в тот период в Салавате была проведена большая работа по реконструкции старого жилого фонда: сносились дома барачного типа, ликвидировались временные поселки, менялся облик городских улиц. В 70—80-е годы в Салавате построены: Дворец спорта на стадионе «Нефтехимик», кинотеатр «Октябрь», новый автовокзал, дворцы культуры «Алмаз» и «Строитель», появились новые дома на бульваре Салавата Юлаева и в продолжение улицы Ленина.